# ساقه خز (سرده)
ساقه خز، بقدونس (نام علمی: Caucalis) نام یک سرده از تیره چتریان است. این جنس در ایران یک گونه گیاه یک ساله دارد که بیشتر به صورت علف هرز در اراضی زراعی می‌روید.